# ECW CyberSlam
ECW CyberSlam fue un evento de la lucha profesional el cual combinó una supercarta y una covención de fanes. Esto empezó en 1995 con el evento estelar de Double Tables, hecho en la arena de la ECW.
Las franelas rojas se veían en algunos luchadores y fanes que decían "To The Extreme (A Lo Extreme)" y se le dio de sobrenombre a este evento. En adición a los dos shows, también hubo una ronda de pregunats y respuestas en la misma ECW Arena. Los invitados especiales fueron Tod Gordon, The Sandman y Public Enemy.

## Ediciones

### 1996
El evento de 1996 fue hecho el 17 de febrero de 1996 en la Arena de la ECW en Filadelfia, Pensilvania.
Al principio del show Brian Pillman hizo su debut en la Extreme Championship Wrestling.

#### Resultados
- Bad Crew (#1 & #2) & Judge Dredd derrotaron a Dino Sendoff, Don E. Allen & Dirtbike Kid en un encuentro de relevos de 6 Hombres
- Spiro Greco derrotó a El Puerto Riqueño
- Taz derrotó a Joel Hartgood
- Bubba Ray Dudley derrotó a Mr. Hughes
- Don Bruise & Ron Bruise derrotaron a The Headhunters (A & B)
- JT Smith derrotó a Axl Rotten
- Francine & The Pitbulls (#1 & #2 derrotaron

a Stevie Richards and The Eliminators (Perry Saturn & John Kronus) en una pelea de Triple Collar de Perros
- Sabu se condujo a un empate con el Campeón de Mundial de la Televisión de ECW 2 Cold Scorpio
- Shane Douglas derrotó a Cactus Jack
- Raven derrotó a The Sandman para retener el Campeonato Mundial Peso Pesado de la ECW

### 1997
El evento de 1997 fue el 22 de febrero de 1997 en la Arena de la ECW en Filadelfia, Pensilvania

#### Resultados
- The Eliminators (Perry Saturn & John Kronus derrotaron a Sabu & Rob Van Dam para retener el Campeonato Mundial de Relevos de la ECW en una Pelea de Mesas y Escaleras (28:46)
- Chris Chetti derrotó a Little Guido
- Stevie Richards derrotó a Balls Mahoney
- Axl Rotten derrotó a Spike Dudley
- The Dudley Boys (Bubba Ray Dudley & D-Von Dudley) derrotaron a The Gangstas (New Jack & Mustapha Saed
- Taz derrotó a Tracy Smothers
- Raven & Brian Lee derrotaron a Terry Funk & Tommy Dreamer
- Sabu derrotó a Chris Candido

### 1998
El evento de 1998 fue hecho el 21 de enero de 1998 en la Arena de la ECW en Filadelfia, Pensilvania. El show empezó con un saludo de 10 campanadas, en recuerdo de Louie Spicolli quien había muerto de una sobredosis de droga, seis días antes del evento.

#### Resultados
- Jerry Lynn derrotó a Danny Doring
- Al Snow derrotó a Tracy Smothers
- Chris Chetti derrotó a Doug Furnas
- Lance Storm derrotó a Chris Candido
- Taz derrotó a Brakkus por sumisión para retener el Campeonato Mundial de Televisión de la ECW
- Justin Credible derrotó a Tommy Dreamer en una pelea de Primera Sangre
- The Sandman, Axl Rotten & Balls Mahoney derrotaron a Spike Dudley, New Jack & John Kronus en una pelea de relevos de 6 Hombres
- Bam Bam Bigelow & Shane Douglas derrotaron a Rob Van Dam & Sabu (25:34)

### 1999

#### Resultados
El evento fue realizado el 3 de abril de 1999 en la Arena de la ECW en Filadelfia, Pensilvania
- Jerry Lynn derrotó a Yoshihiro Tajiri
- Nova & Chris Chetti derrotaron a Rod Price & Skull Von Krush
- Super Crazy derrotó a Mosco de la Merced
- Taka Michinoku derrotó a Papi Chulo
- Rob Van Dam derrotó a 2 Cold Scorpio para retener el Campeonato Mundial de Televisión de la ECW (27:54)
- Taz derrotó a Chris Candido por sumisión para retener el Campeonato Mundial de Pesos Pesados de la ECW
- Shane Douglas derrotó a Justin Credible
- Bubba Ray Dudley, D-Von Dudley & Mustapha Saed derrotaron a Axl Rotten, Balls Mahoney & New Jack en una pelea de Último Jeopardo en Caja de Acero

### 2000

#### Resultados
El evento fue realizado el 22 de abril de 2000 en la Arena de la ECW en Filadelfia, Pensilvania
- Masato Tanaka derrotó a 2 Cold Scorpio
- Lance Storm & Dawn Marie derrotaron a Nova & Jazz
- Little Guido derrotó a Super Crazy y Kid Kash en una pelea de Tres Caminos
- The New Dangerous Alliance (CW Anderson & Bill Whiles) derrotaron a Danny Doring & Roadkill
- Balls Mahoney & New Jack derrotaron a Da Baldies (DeVito & Ángel)
- Steve Corino derrotó a Dusty Rhodes
- Rhino derrotó a Yoshihiro Tajiri para ganar el Campeonato Mundial de Televisión de la ECW
- Tommy Dreamer derrotó a Tazz para ganar el Campeonato Mundial Peso Pesado de la ECW (18:32)
- Justin Credible derrotó a Tommy Dreamer para ganar el Campeonato Mundial de Peso Pesado de la ECW (3:49)